# Diego de Almagro, o Moço
Diego de Almagro, o Moço (Panamá, 1520 — Cuzco, Peru, 1542), militar espanhol, filho de Diego de Almagro, o Velho, e de uma índia. Dotado do mesmo temperamento aventureiro do pai, enfrentou as tropas enviadas por Carlos V. Foi vencido e decapitado em Cuzco, quatro anos depois do pai ser executado na mesma cidade.